# Кешке
Кешке, негде познато и као кешкек илити пак ћешке је традиционално јело које се углавном прави од пилетине и пшенице или пак чешће од јечма (гершле). Свечарско је јело па се прави за славе, свадбе док се у источној Босни, Романији  као и Херцеговини прави за Божић.

## Историја
Кешке је јело које се налази у турској, грчкој, јерменској и балканској кухињи а порекло самог назива јела је персијско и алудира на оброк од млека, јечменог брашна и меса.
Сматра се да јело потиче са истока и то из Средње Азије и Блиског истока. Први помен јела је из 1360 године. Кешкек је документовано у Ирану и Сирији још у 15. веку а и данас га многи конзумирају, традиционално током верских фестивала, венчања и сахрана.
Под именом κεσκεκ, κεσκεκι и κισκεκ  је фестивалско јело на Лезбосу и међу понтијским Грцима. .  На Лезбосу се кешке припрема у летњим ноћима када се коље церемонијални бик, који се кува преко ноћи и једе следећег дана са пшеницом..
Кешке се назива „haşıl“ у регионима североисточне и средње Анадолије у Турској док је у Јерменији познат као "harees"..
Постоје мишљења да је и словенска реч "каша"  можда позајмљена из персијског کشک‎ : kishk.

## Нематеријална кутурна баштина Унеска
Горине 2011. Унеско је потврдио да је кешке наматеријална културна баштина Турске.